# Атанас Войводов
Атанас Войводов е български общественик, деец на Македонската имиграция в България.

## Биография
Атанас Войводов е роден в драмското село Карлъково, тогава в Османската империя. Установява се в Свободна България, където е чиновник в Асеновград. През октомври 1922 година е сред съоснователите на Станимашкото македонско културно-просветно братство и влиза в неговото ръководство като касиер. През януари 1923 година е делегат от Станимашкото братство на обединителния конгрес на СМЕО и МФРО.